# 大相撲安永9年10月場所
江戸相撲安永9年10月場所（えどすもうあんえい9ねん10がつばしょ）は、安永9年（1780年）10月に開催された江戸相撲（大相撲の前身）の本場所。興行場所は芝神明神社。

## 幕内番付・星取表
| 東               | 東               | 東             | 番付      | 西             | 西               | 西               |
| 備考             | 成績             | 力士名         | 番付      | 力士名         | 成績             | 備考             |
| ---------------- | ---------------- | -------------- | --------- | -------------- | ---------------- | ---------------- |
| 新大関（第64代） | 全休             | 四海浪国右エ門 | 大関      | 今雲灘右エ門   | 全休             | 新大関（第65代） |
|                  | 9勝1敗           | 鷲ヶ濱音右エ門 | 関脇      | 谷風梶之助     | 8勝1預1休        |                  |
|                  | 4勝2敗3分1休     | 虹ヶ嶽杣右エ門 | 小結      | 御所車今右エ門 | 全休             |                  |
|                  | 6勝1敗1無勝負2休 | 渦ヶ渕勘太夫   | 前頭筆頭  | 艫綱良助       | 3勝2敗2分3休     |                  |
|                  | 1勝8敗1休        | 阿蘇森門太夫   | 前頭2枚目 | 越ノ海勇藏     | 5勝1敗1分1無勝負 |                  |
|                  | 全休             | 大戸嶋浦右エ門 | 前頭3枚目 | 根津ヶ嶽堅太夫 | 全休             |                  |

## 備考
- この時代の江戸相撲においては優勝力士という概念は存在していないが、後に定められた優勝制度を遡って準用することができる。本場所においては、鷲ヶ濱あるいは谷風が優勝相当となる[注釈 1]。
- この場所の5日目、谷風と小野川喜三郎との最初の取り組みが組まれる。勝負は突き出しで谷風の勝ち。小野川もこの場所東幕下5枚目で8勝2敗と健闘した。